# ستيتسفيل
ستيتسفيل (بالإنجليزية: Statesville)‏ هي مدينة أمريكية ومركز مقاطعة آيرديل في ولاية كارولاينا الشمالية في الولايات المتحدة الأمريكية.

## التركيبة السكانية
حدّد مكتب تعداد الولايات المتحدة بيانات التركيبة السكانية لستيتسفيل في تعداد الولايات المتحدة. في ما يلي، التركيبة السكانية حسب تعدادي 2000 و2010.

### تعداد عام 2000
بلغ عدد سكان ستيتسفيل 23,320 نسمة بحسب تعداد عام 2000، وبلغ عدد الأسر 9,338 أسرة وعدد العائلات 5,958 عائلة مقيمة في المدينة. في حين سجلت الكثافة السكانية 362.3 نسمة لكل كيلومتر مربع (938.4/ميل2). وبلغ عدد الوحدات السكنية 10,041 وحدة بمتوسط كثافة قدره 156 لكل كيلومتر مربع (404.0/ميل2).
وتوزع التركيب العرقي للمدينة بنسبة 59.94% من البيض و31.87% من الأمريكيين الأفارقة و0.18% من الأمريكيين الأصليين و2.71% من الأمريكيين ذوي الأصول الآسيوية و0.02% من سكان جزر المحيط الهادئ و3.84% من الأعراق الأخرى و1.42% من عرقين مختلطين أو أكثر و7.11% من الهسبانيون أو اللاتينيون من أي عرق.
بلغ عدد الأسر 9,338 أسرة كانت نسبة 32.2% منها لديها أطفال تحت سن الثامنة عشر تعيش معهم، وبلغت نسبة الأزواج القاطنين مع بعضهم البعض 41.7% من أصل المجموع الكلي للأسر، ونسبة 17.9% من الأسر كان لديها معيلات من الإناث دون وجود شريك، بينما كانت نسبة 4.2% من الأسر لديها معيلون من الذكور دون وجود شريكة وكانت نسبة 36.2% من غير العائلات. تألفت نسبة 31.4% من أصل جميع الأسر من عدة أفراد يعيشون في نفس المنزل ونسبة 12.7% كانت تتألف من شخص يعيش بمفرده يبلغ من العمر 65 عاماً أو أكثر. وبلغ متوسط حجم الأسرة المعيشية 2.39، أما متوسط حجم العائلات فبلغ 2.99.
بلغ العمر الوسطي للسكان 37.1 عاماً. وكانت نسبة 24.3% من القاطنين تحت سن الثامنة عشر، وكانت نسبة 8.4% بين الثامنة عشر والرابعة والعشرين عاماً، ونسبة 27.2% كانت واقعةً في الفئة العمرية ما بين الخامسة والعشرين والرابعة والأربعين عاماً، ونسبة 20.9% كانت ما بين الخامسة والأربعين والرابعة والستين، ونسبة 15% كانت ضمن فئة الخامسة والستين عاماً فما فوق. يوجد لكل 100 أنثى 87.1 ذكر، ويوجد لكل 100 أنثى في الثامنة عشر من عمرها فما فوق 82.7 ذكر.

### تعداد عام 2010
بلغ عدد سكان ستيتسفيل 24,532 نسمة بحسب تعداد عام 2010، وبلغ عدد الأسر 9,965 أسرة وعدد العائلات 6,222 عائلة مقيمة في المدينة. في حين سجلت الكثافة السكانية 381.1 نسمة لكل كيلومتر مربع (987.0/ميل2). وبلغ عدد الوحدات السكنية 11,554 وحدة بمتوسط كثافة قدره 179.5 لكل كيلومتر مربع (464.9/ميل2).
وتوزع التركيب العرقي للمدينة بنسبة 54.77% من البيض و34.53% من الأمريكيين الأفارقة و0.31% من الأمريكيين الأصليين و1.88% من الأمريكيين ذوي الأصول الآسيوية و0.02% من سكان جزر المحيط الهادئ و6.06% من الأعراق الأخرى و2.43% من عرقين مختلطين أو أكثر و10.86% من الهسبانيون أو اللاتينيون من أي عرق.
بلغ عدد الأسر 9,965 أسرة كانت نسبة 32.3% منها لديها أطفال تحت سن الثامنة عشر تعيش معهم، وبلغت نسبة الأزواج القاطنين مع بعضهم البعض 37.3% من أصل المجموع الكلي للأسر، ونسبة 20% من الأسر كان لديها معيلات من الإناث دون وجود شريك، بينما كانت نسبة 5.2% من الأسر لديها معيلون من الذكور دون وجود شريكة وكانت نسبة 37.6% من غير العائلات. تألفت نسبة 32.2% من أصل جميع الأسر من عدة أفراد يعيشون في نفس المنزل ونسبة 13.1% كانت تتألف من شخص يعيش بمفرده يبلغ من العمر 65 عاماً أو أكثر. وبلغ متوسط حجم الأسرة المعيشية 2.38، أما متوسط حجم العائلات فبلغ 3.00.
بلغ العمر الوسطي للسكان 37.8 عاماً. وكانت نسبة 24.6% من القاطنين تحت سن الثامنة عشر، وكانت نسبة 9.3% بين الثامنة عشر والرابعة والعشرين عاماً، ونسبة 25.4% كانت واقعةً في الفئة العمرية ما بين الخامسة والعشرين والرابعة والأربعين عاماً، ونسبة 24.7% كانت ما بين الخامسة والأربعين والرابعة والستين، ونسبة 15.9% كانت ضمن فئة الخامسة والستين عاماً فما فوق. وتوزع التركيب الجنسي للسكان بنسبة 47% ذكور و53% إناث.

## أعلام
- ديفيد تايلور
- فرنسيس هوفر
- توني دانيلز
- نيومان إيفي وايت
- كريس كول
- داني رينولدز
- جون هارمون